# Monte das Bem-Aventuranças

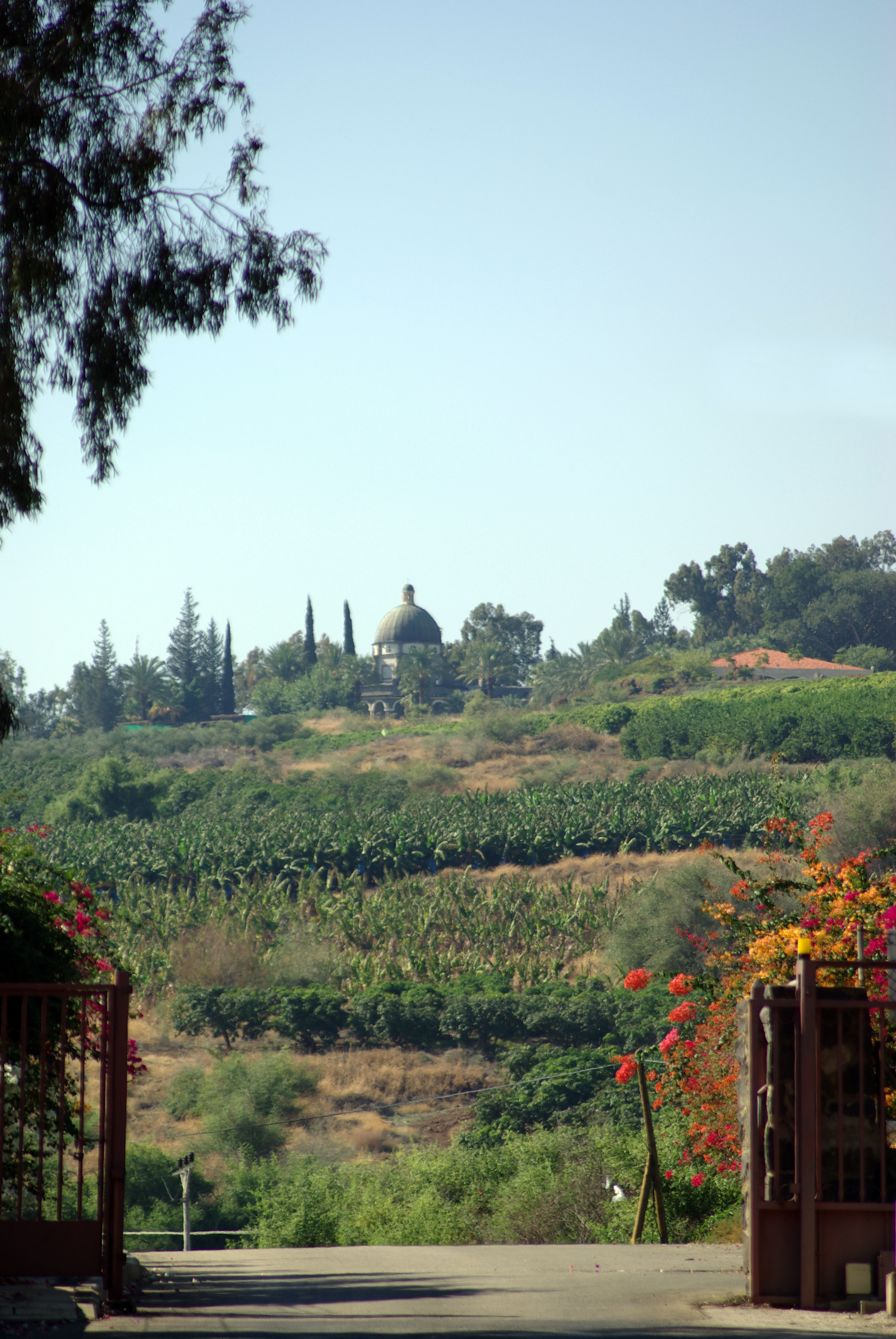
Monte das Bem-Aventuranças visto de Cafarnaum

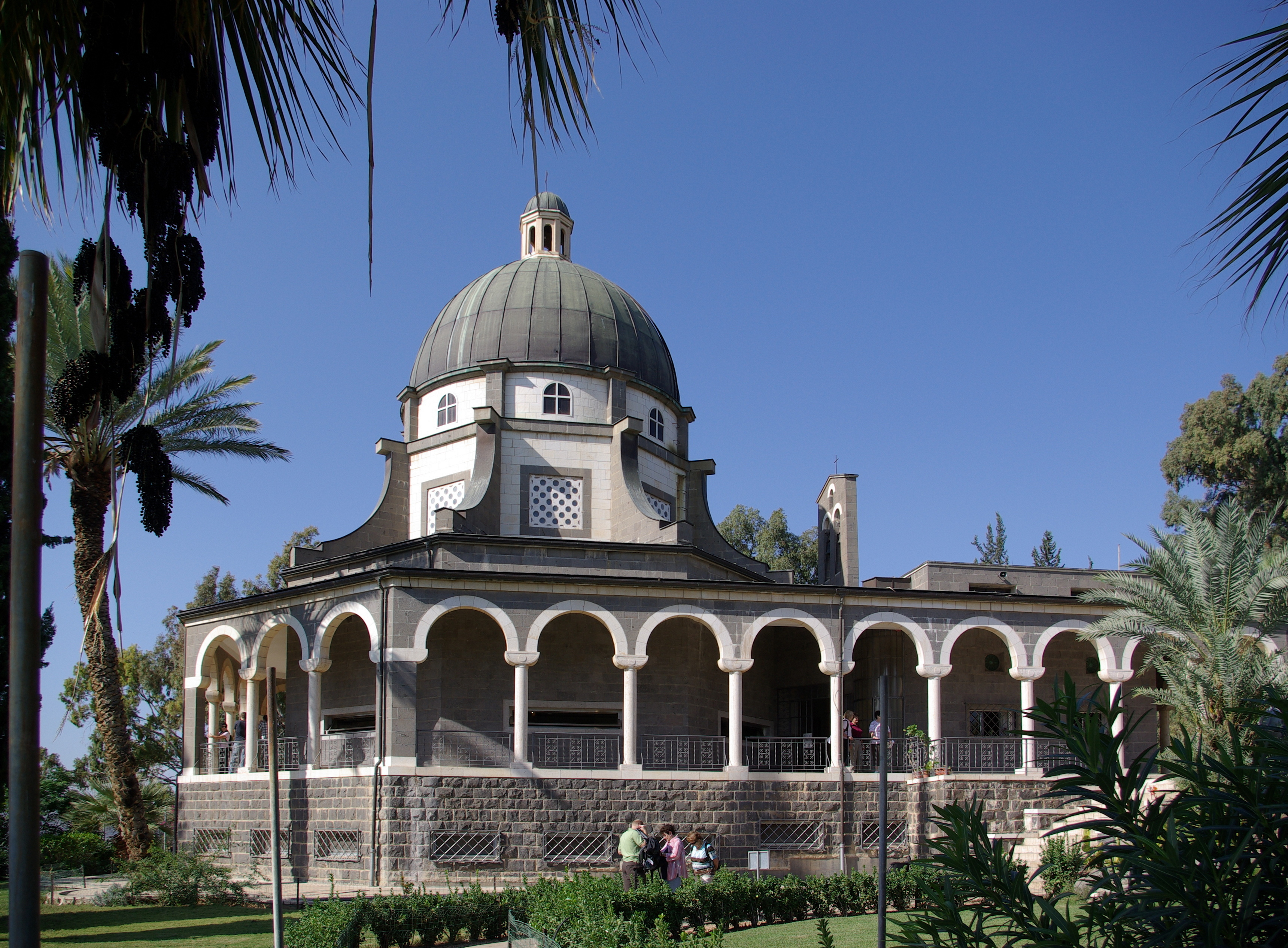
Capela Católica Romana no monte das Bem-Aventuranças.

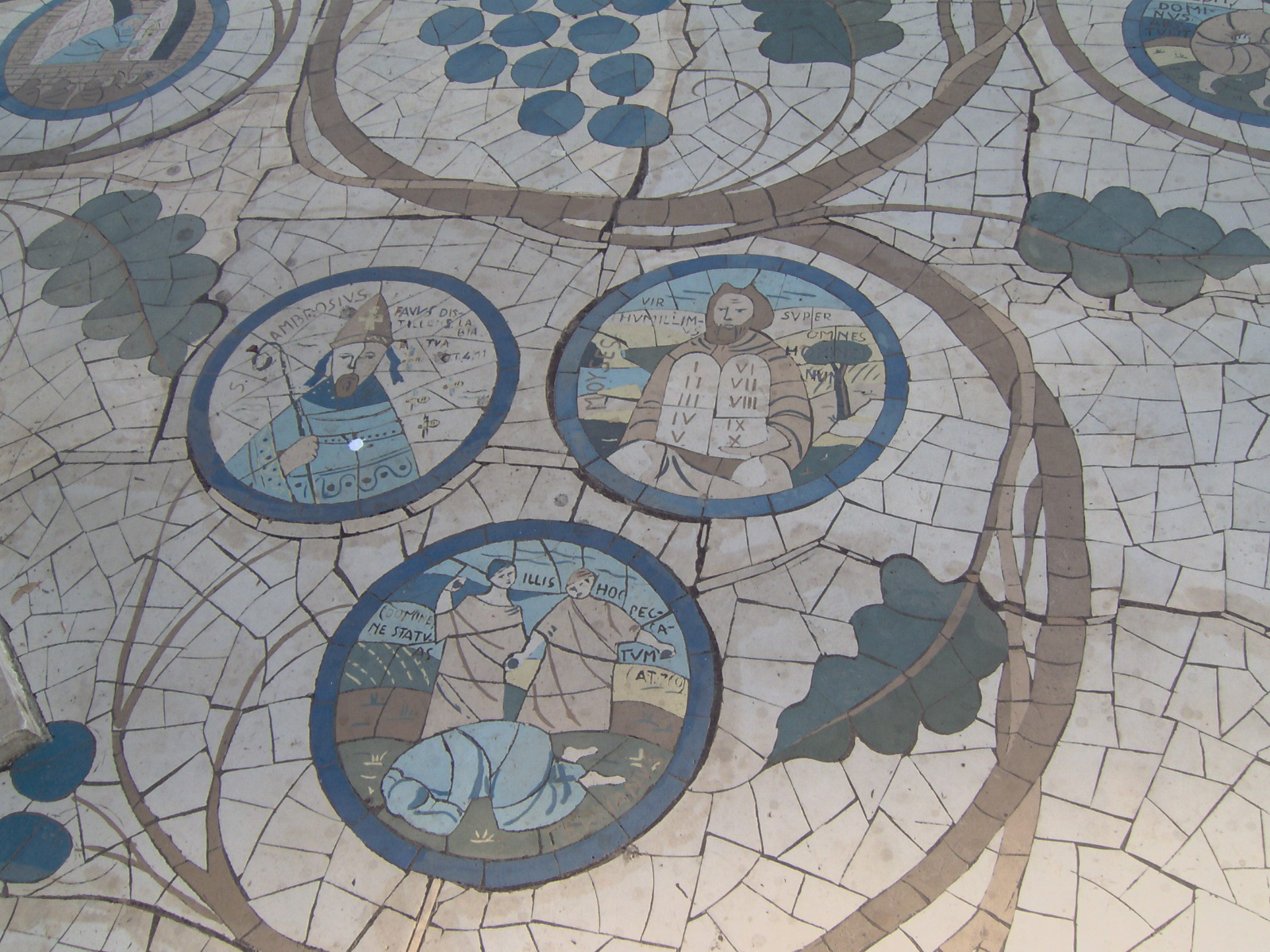
Mosaico no chão ao lado da Capela

Monte das Bem-Aventuranças (em hebraico: הר האושר , romanizado: Har HaOsher ) é uma colina no norte de Israel, no Planalto de Korazim. É o local tradicional onde Jesus proferiu o Sermão da Montanha.